# Campionati austriaci di ski cross 2024
I Campionati austriaci di ski cross 2024 si sono svolti a Reiteralm il 5 marzo del 2024. Il programma ha incluso sia la gara femminile che la gara maschile. 
Trattandosi di competizioni valide anche ai fini del punteggio FIS, vi hanno partecipato anche sciatori di altre federazioni, senza che questo consentisse loro di concorrere al titolo nazionale austriaca.

## Risultati

### Uomini
| Pos. | Atleta           | Nazione |
| ---- | ---------------- | ------- |
| 1    | Johannes Aujesky | Austria |
| 2    | Tristan Takats   | Austria |
| 3    | Simon Fleisch    | Austria |
| 4    | Adam Kappacher   | Austria |

### Donne
| Pos. | Atleta               | Nazione  |
| ---- | -------------------- | -------- |
| 1    | Magdalena Fritz      | Austria  |
| 2    | Othilia Carlsson     | Svezia   |
| 3    | Martina Wyss         | Svizzera |
| 4    | Lin Nakanishi        | Giappone |
| 5    | Leonie Lussnig       | Austria  |
| 6    | Christina Foedermayr | Austria  |